# João Arroio
João Marcelino Arroio (Porto, 4 de octubre de 1861 — Casas Novas, Colares, Sintra, 18 de mayo de 1930), más conocido por João Arroio o João Arroyo, fue un jurista, profesor universitario, músico y político portugués. Estudió Derecho en la Universidad de Coímbra, de la que llegaría a ser catedrático. Fue diputado, par del Reino y por tres veces ministro, distinguiéndose como orador parlamentario brillante e intelectual de gran mérito, dedicándose desde joven a la composición musical. 

## Biografía
Nació en la ciudad de Oporto en el seno de una familia conectada por la mitad artístico, hijo del compositor y músico vasco José Francisco Arroyo, primer director del Teatro São João, de Oporto, y hermano del conocido ingeniero y crítico de arte António Arroio y de José Diogo Arroio, este también músico y cantante, doctorado en Química por la Universidad de Coímbra, político y catedrático de Química Inorgánica y director de la Facultad de Ciencias de la Universidad de Oporto.
Tras realizar estudios preparatorios en su ciudad natal, se matriculó en el curso de derecho de la Universidad de Coímbra. Siendo estudiante en aquella universidad, lideró en 1880, en el ámbito de las conmemoraciones del tricentenario camoniano, la fundación del Orfeón Académico de Coímbra, de la que fue su primero regente. En el espectáculo de estreno del Orfeón, João Arroio dirigió la orquesta que acompañó a su hermano António Arroio, que cantó un solo.
Se doctoró en Derecho el año de 1884 y en diciembre de 1895 fue nombrado catedrático de la Facultad de Derecho de Coímbra. Estuvo vinculado, junto a sus hermanos y algunos amigos, a la fundación del Periódico de Noticias en Oporto (1888), del que José Diogo Arroio fue el primer director. Fue elegido el 9 de diciembre de 1892 como miembro de la Academia de las Ciencias de Lisboa, estamento de Letras.
En 1884, fue elegido diputado por el círculo electoral de Vila do Conde, integrado en las listas del Partido Regenerador, manteniéndose en la Cámara de los Diputados hasta 1902, acumulando con la actividad docente. En 1890, con solo 29 años de edad, fue nombrado Ministro de la Marina y Ultramar en el ministerio de Serpa Pimentel, después de la caída del gobierno Progresista que se siguió al Ultimátum. Fue también Ministro de Instrucción Pública y Bellas Artes de 5 de abril a 13 de octubre de 1890. Su acción ministerial fue corta y discreta, contrastando con sus numerosas intervenciones parlamentarias, que revelaron calidades de grande orador. En las actas parlamentarias hay intervenciones y referencias a João Arroio en cerca de dos mil páginas, entre 1884 y 1910. Aun tuvo tiempo para ser vocal del Tribunal de Cuentas y administrador de la Compañía Real de los Caminos de Hierro Portugueses, circunstancias que hicieron de él un hombre rico, detentor de una gran colección de arte y de un palacete en la Calle del Telhal, en Lisboa, frecuentado por toda el alta sociedad de la capital portuguesa.
En 1900-1901 integró el gobierno presidido por Hintze Ribeiro, en la cartera de Ministro de Negocios Extranjeros. En 1902, año en que rompió con Hintze Ribeiro, fue nombrado Par del Reino. Durante los últimos años de Monarquía, João Arroio fue uno de los más destacados miembros de la oposición parlamentaria, haciéndose notar por sus discursos en la Cámara de los Pares contra João Franco, el rey D. Carlos y la reina D. Amélia, que aterrorizaban al monarca. Su violencia contra el rey se explicaría por el rechazo, por parte de este, a nombrarlo Consejero de Estado. En la víspera de la Revolución Republicana, el 4 de octubre de 1910, João Arroio fue nombrado embajador en París, cargo que ya no llegó a ocupar. En 1911 fue exonerado de su cargo de profesor universitario, aunque el historiador monárquico António Cabral lo haya considerado uno de los culpables de la caída de la Monarquía.

## Obras
Publicó numerosos estudios jurídicos, entre los cuales un Estudio sobre la sucesión legitima (Coímbra, 1884), Dos excepciones en el Proceso Civil Portugués (Porto, 1884) y un Estudio segundo sobre la sucesión legitima (Coímbra, 1885).
También se dedicó a las letras y a la música, habiendo editado un libro de poesía (1915) y piezas musicales, entre las cuales composiciones para piano Histoire simple, Thème avec variations y el scherzo Angoscia y Charmante (1908), la ópera Leonor Teles y el drama lírico Amor de Perdición. Esta último, inspirado en el romance homónimo de Camilo Castelo Branco (1862) y con libreto escrito en italiano por Francisco Bernardo Braga Júnior, fue estrenado en 1907 en el Teatro de Son Carlos y después, con gran éxito, en Hamburgo (1910). Volvió a ser presentado en 2008, en una versión en portugués, estrenado por la Compañía ÓperaNorte. Compuso también una cantata, Inês de Castro, aún inédita, y un Poema Sinfónico, basado en un ciclo de sonetos publicados en 1918, que fue tocado en 1913 en el Teatro de la Trindade. Su última ópera, Paulo y Lena, no llegó a ser concluida, siendo estrenada como pieza de teatro en 1917, en el Teatro República, en Lisboa, y publicada en 1918. 
En la dirección del Orfeón Académico de Coímbra imprimió una concepción grandiosa y romántica de la música coral, con una dinámica apoteótica, juntando voces, instrumentos y solistas, en un abordaje de árias musicales de gran efecto y aceptación. Incluyó en el reportório obras como el Coro de los Cazadores (Was gleicht wohl auf Erden) de Carl Maria von Weber, la Marcha de Tannhäuser de Richard Wagner y el Himno Académico de José Medeiros, llegando a tener cerca de 250 executantes, entre orfeonistas y músicos.

### Publicaciones
- Duas excepções no Processo Civil Português (Porto, 1884);
- Discursos parlamentarios (Lisboa, 1885);
- O drama humano (Porto, 1887);
- Paulo e Lena (Lisboa, 1918).